# عادل رضوان
عادل نضال رضوان ممثل وستاند أب كوميدي وطبيب أسنان سعودي متخرج من كلية طب الأسنان بجامعة الملك عبد العزيز، كان أول دور تمثيلي في مسلسل الإنترنت «تكّي». تم اختياره في عام 2013 للمشاركة في برنامج الواقع «ليش لا» مع الفنان الكوميدي إبراهيم صالح وفراس بقنه ومؤيد الثقفي.

## أعماله

### البرامج
- ليش لا.

### المسلسلات
- تكي.[2]

### الأفلام
- راس براس (2023).[3]